# Музей Хёрда

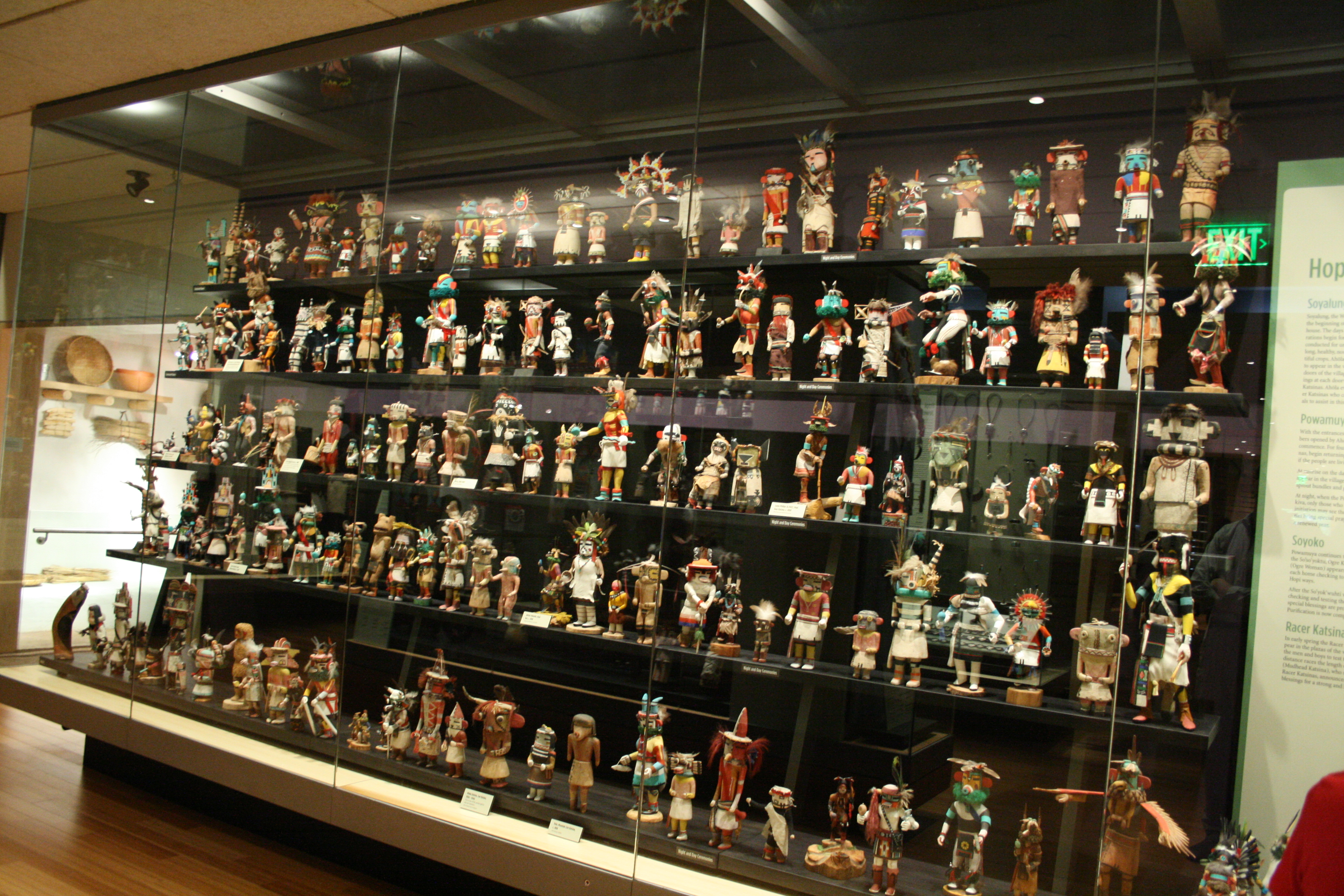
Коллекция кукол-качина (индейцы пуэбло)

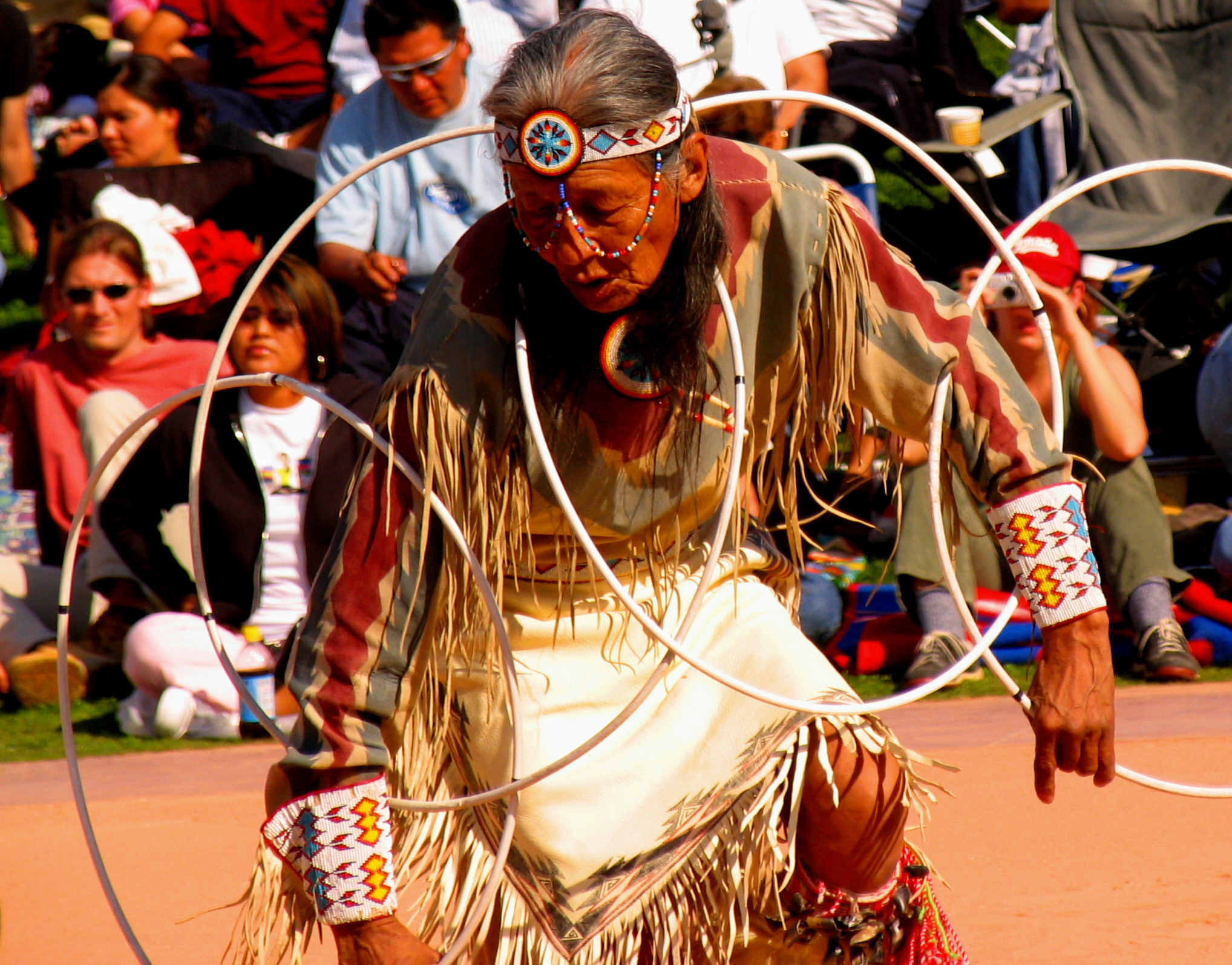
Участники Всемирного чемпионата 2005 года по индейскому танцу с обручем.

Музей аборигенных культур и искусства Хёрда (англ. Heard Museum of Native Cultures and Art) находится в Финиксе, штат Аризона, США. Филиалы музея находятся в гг. Скотсдейл и Сёрпрайз также в штате Аризона.
Музей посвящён наследию и этнографии культур индейцев США, в особенности Юго-Западного региона (пуэбло, навахо и др.).
Музей основали в 1929 году Дуайт Б. Хёрд и Мэри Бартлетт Хёрд (Dwight B. and Maie Bartlett Heard) для своей личной коллекции искусства. Большинство индейских находок в коллекции Хёрдов были найдены при раскопках руин Ла-Сьюдад и приобретены ими в 1926 год.
В настоящее время коллекция музея состоит из более 40000 экспонатов, а также библиотеки и архива более чем в 34000 томов. На площади 12 000 м² расположены галерея, учебная аудитория и арена для представлений.
В музее имеются, в частности, следующие экспозиции:
- Жизнь коренных народов юго-запада США
- Коллекция Марина Аллена Николса: 260 предметов современного ювелирного искусства
- Коллекция из 437 исторических кукол-качина, которую собрал известный политик Барри Голдуотер
- Выставка по истории образования в XIX веке индейских детей в школах-интернатах с целью их «американизации». Как писала газета New York Times, экспозиция великолепно «отражает малоизвестный опыт тысяч детей, перемещённых, иногда в принудительном порядке, из своих резерваций в правительственные школы с целью искоренить их культуру и „цивилизовать“ их. Впечатляющие фотографии, старая школьная форма, записи интервью и памятные вещи дают замечательное представление об этой главе истории»[3].

Музей ежегодно, обычно в ноябре, проводит Испанскую ярмарку. Ежегодно в феврале музей организует международный конкурс национального индейского хуп-танца. Наиболее известным фестивалем является ежегодная весенняя Индейская ярмарка, которая проводится с конца 1950-х годов.